# Меррімак (Массачусетс)
Меррімак (англ. Merrimac) — місто (англ. town) в США, в окрузі Ессекс штату Массачусетс. Населення — 6723 особи (2020).

## Демографія
Згідно з переписом 2010 року, у місті мешкало 6338 осіб у 2417 домогосподарствах у складі 1741 родини. Було 2555 помешкань
Расовий склад населення:
| - 97,0 % — білих - 0,6 % — чорних або афроамериканців - 0,6 % — азіатів - 0,2 % — корінних американців |

До двох чи більше рас належало 1,2 %. Частка іспаномовних становила 1,8 % від усіх жителів.
За віковим діапазоном населення розподілялося таким чином: 24,3 % — особи молодші 18 років, 62,4 % — особи у віці 18—64 років, 13,3 % — особи у віці 65 років та старші. Медіана віку мешканця становила 43,7 року. На 100 осіб жіночої статі у місті припадало 93,2 чоловіків;  на 100 жінок у віці від 18 років та старших — 91,8 чоловіків також старших 18 років.
Середній дохід на одне домашнє господарство  становив 104 691 долар США (медіана — 84 417), а середній дохід на одну сім'ю — 126 007 доларів (медіана — 123 256). Медіана доходів становила 85 542 долари для чоловіків та 66 559 доларів для жінок. За межею бідності перебувало 5,4 % осіб, у тому числі 10,9 % дітей у віці до 18 років та 2,1 % осіб у віці 65 років та старших.
Цивільне працевлаштоване населення становило 3733 особи. Основні галузі зайнятості: освіта, охорона здоров'я та соціальна допомога — 31,8 %, науковці, спеціалісти, менеджери — 17,5 %, виробництво — 9,9 %, роздрібна торгівля — 9,8 %.